# NGC 4261
NGC 4261 је елиптична галаксија у сазвежђу Девица која се налази на NGC листи објеката дубоког неба.
Деклинација објекта је + 5° 49' 28" а ректасцензија 12h 19m 23,1s. Привидна величина (магнитуда) објекта NGC 4261 износи 10,4 а фотографска магнитуда 11,4. Налази се на удаљености од 32,233 милиона парсека од Сунца. NGC 4261 је још познат и под ознакама UGC 7360, MCG 1-31-52, CGCG 42-13, VCC 345, 3C 270, PGC 39659.